# Glória d'Oeste
Glória D'Oeste este un oraș în Mato Grosso (MT), Brazilia.